# Miss International
De Miss International-verkiezing begon in 1960 in Long Beach Californië en wordt ook wel Festival of Beauty genoemd, festival van schoonheid. Tussen 1960 en 2015 is de verkiezing meer dan 40 keer in Japan gehouden.

## Winnaressen

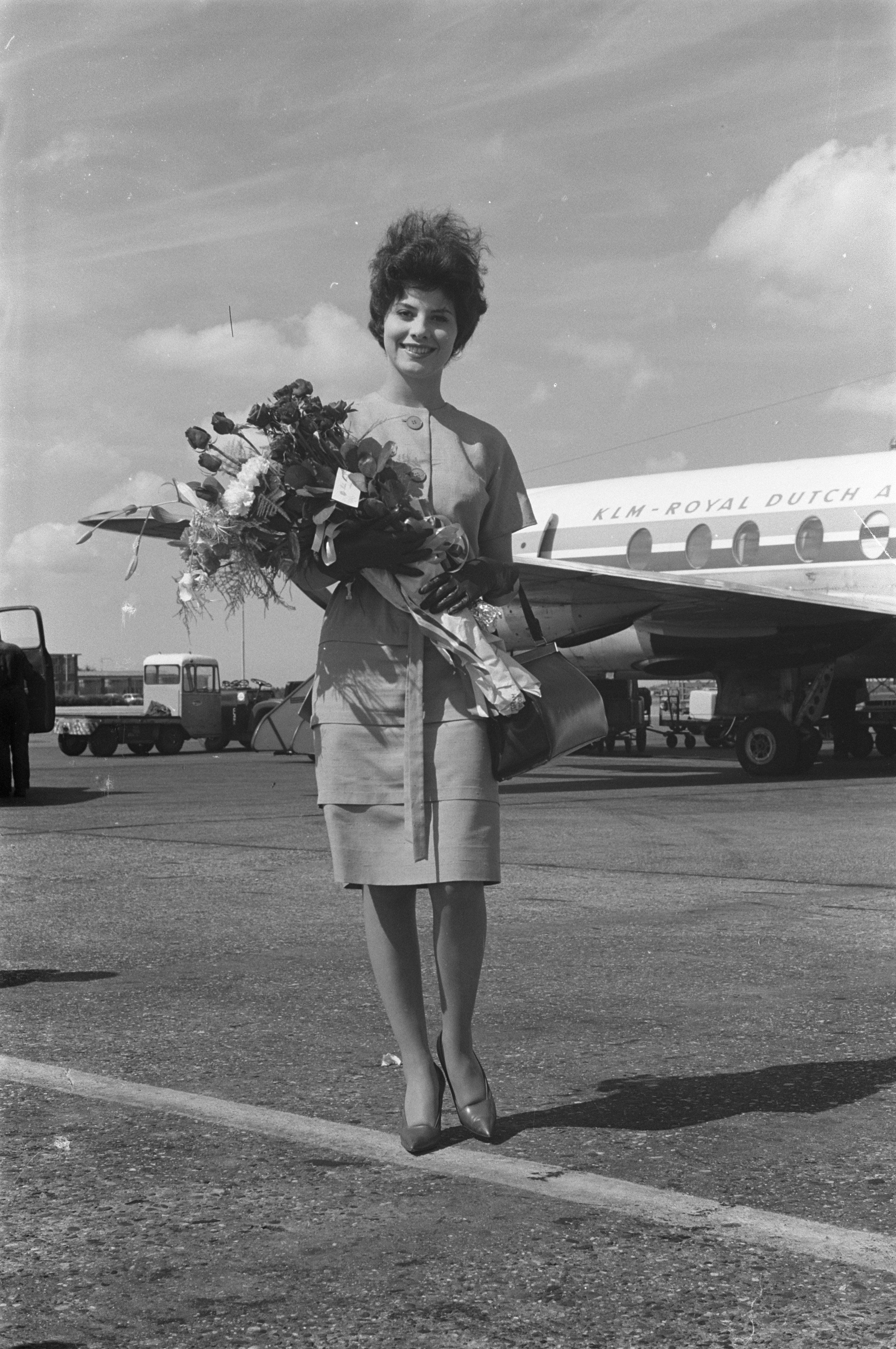
Stanny van Baer (1961)

| Jaar | Miss International              | Land                  |
| ---- | ------------------------------- | --------------------- |
| 2023 | Andrea Rubio                    | Venezuela             |
| 2022 | Jasmin Selberg                  | Duitsland             |
| 2019 | Sireethorn Leearamwat           | Thailand              |
| 2018 | Mariem Velazco                  | Venezuela             |
| 2017 | Kevin Liliana                   | Indonesië             |
| 2016 | Kylie Verzosa                   | Filipijnen            |
| 2015 | Edymar Martínez                 | Venezuela             |
| 2014 | Valerie Hernandez               | Puerto Rico           |
| 2013 | Bea Santiago                    | Filipijnen            |
| 2012 | Ikumi Yoshimatsu                | Japan                 |
| 2011 | Fernanda Cornejo                | Ecuador               |
| 2010 | Elizabeth Mosquera              | Venezuela             |
| 2009 | Anagabriela Espinoza            | Mexico                |
| 2008 | Alejandra Andreu                | Spanje                |
| 2007 | Priscilla Perales Elizondo      | Mexico                |
| 2006 | Daniela Di Giacomo              | Venezuela             |
| 2005 | Precious Lara Quigaman          | Filipijnen            |
| 2004 | Jeymmy Paola Vargas             | Colombia              |
| 2003 | Goizeder Azua Barrios           | Venezuela             |
| 2002 | Christina Sawaya                | Libanon               |
| 2001 | Malgorzata Rozniecka            | Polen                 |
| 2000 | Vivian Urdaneta                 | Venezuela             |
| 1999 | Paulina Margarita Galvez Pineda | Colombia              |
| 1998 | Lia Victoria Borrero Gonzalez   | Panama                |
| 1997 | Consuelo Adler                  | Venezuela             |
| 1996 | Fernanda Alves                  | Portugal              |
| 1995 | Anne Lena Hansen                | Noorwegen             |
| 1994 | Christina Lekka                 | Griekenland           |
| 1993 | Agnieszka Palchalko             | Polen                 |
| 1992 | Kirsten Marise Davidson         | Australië             |
| 1991 | Agnieszka Kotlarska             | Polen                 |
| 1990 | Silvia de Esteban Niubo         | Spanje                |
| 1989 | Iris Klein                      | Duitsland             |
| 1988 | Catherine Alexandra Gude        | Noorwegen             |
| 1987 | Laurie Tamara Simpson           | Puerto Rico           |
| 1986 | Helen Fairbrother               | Engeland              |
| 1985 | Alejandrina Sicilia Hernandez   | Venezuela             |
| 1984 | Ilma Julieta Urrutia Chang      | Guatemala             |
| 1983 | Gidget Sandoval                 | Costa Rica            |
| 1982 | Christie Ellen Claridge         | Verenigde Staten      |
| 1981 | Jenny Annette Derek             | Australië             |
| 1980 | Lorna Marlene Chavez            | Costa Rica            |
| 1979 | Mimilanie Laurel Marquez        | Filipijnen            |
| 1978 | Katherine Patricia Ruth         | Verenigde Staten      |
| 1977 | Pilar Medina Canadell           | Spanje                |
| 1976 | Sophie Sonia Perin              | Frankrijk             |
| 1975 | Ladija Vera Manic               | Voormalig Joegoslavië |
| 1974 | Karen Brucene Smith             | Verenigde Staten      |
| 1973 | Tuula Anneli Bjorkling          | Finland               |
| 1972 | Linda Hooks                     | Groot-Brittannië      |
| 1971 | Jane Cheryl Hansen              | Nieuw-Zeeland         |
| 1970 | Aurora McKenny Pijuan           | Filipijnen            |
| 1969 | Valerie Susan Holmes            | Groot-Brittannië      |
| 1968 | Maria da Gloria Carvalho        | Brazilië              |
| 1967 | Mirta Teresita Massa            | Argentinië            |
| 1965 | Ingrid Finger                   | Duitsland             |
| 1964 | Gemma Cruz-Araneta              | Filipijnen            |
| 1963 | Gudrun Bjarnadottir             | IJsland               |
| 1962 | Tania Verstak                   | Australië             |
| 1961 | Stanny van Baer                 | Nederland             |
| 1960 | Maria Stella Marquez Zawadzky   | Colombia              |